# Divisione No. 5 (Manitoba)
La Divisione No. 5, o Southwestern Area (parte della Westman Region) è una divisione censuaria del Manitoba, Canada di 13.301 abitanti.

## Comunità
- Boissevain
- Deloraine
- Hartney
- Killarney
- Melita
- Waskada